# Bill Walton
Pour les articles homonymes, voir Walton.
William Theodore Walton III, connu sous le nom de Bill Walton, né le 5 novembre 1952 à La Mesa (Californie) et mort le 27 mai 2024 à San Diego (Californie), était un joueur américain de basket-ball évoluant au poste de pivot, reconverti en commentateur sportif.
Double Champion NCAA en 1972 et 1973 avec les Bruins de l'UCLA, choisit en première position de la draft 1974 de la NBA par les Trail Blazers de Portland, il remporte le titre NBA en 1977 avec cette franchise, obtenant le titre de MVP des finales. Il est également meilleur joueur de la ligue, NBA Most Valuable Player, lors de la saison suivante. En 1993, il est introduit au Hall of Fame.

## Biographie

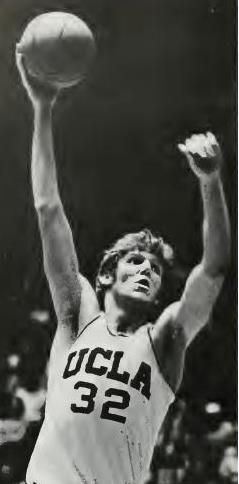
Sous le maillot d'UCLA en 1974

Bill Walton a évolué à l'université d'UCLA de 1970 à 1974, remportant le titre de champion NCAA de basket-ball en 1972 puis en 1973. Lors de la finale face à Memphis State, Walton rentre 21 paniers sur 22 tentatives. Sa performance est considérée comme l'une des meilleures de l'histoire du basket-ball universitaire.
Il est sélectionné en première position de la draft 1974 par les Trail Blazers de Portland. Son impact au sein du club est immédiat : les Blazers remportent 11 matchs de plus que la saison précédente.

Bill Walton mène son équipe au titre NBA en 1977. L'année suivante, les Blazers remportent 50 de leurs 60 premiers matchs avant que Walton ne souffre d'une fracture au pied, la première d'une longue série qui va sérieusement nuire à sa carrière. En dépit de la blessure, il est nommé MVP (meilleur joueur de la saison régulière).
Après plusieurs saisons en demi-teinte, parmi lesquelles il quitte les Blazers pour les Clippers de San Diego, sa ville natale, il rachète son contrat en 1985 pour relancer sa carrière. Après des contacts infructueux avec les Lakers de Los Angeles, Walton rejoint les Celtics de Boston, et remporte le titre en 1986, en tant que remplaçant de Larry Bird et Robert Parish, ce qui lui vaut d'être également nommé 6e homme de l'année. Il est, avec James Harden, l'un des deux seuls joueurs dans l'histoire de la ligue à avoir cumulé ce titre avec celui de MVP.
Une nouvelle blessure en 1986-1987 le pousse à prendre sa retraite après 10 matchs. Walton tente néanmoins un retour infructueux à la compétition en 1990, mais se blesse avant de pouvoir jouer un seul match.
Il est introduit au Hall of Fame en 1993. En 2003, il rejoint la chaîne sportive américaine ESPN en tant qu'analyste. Son fils Luke a joué 9 ans aux Lakers de Los Angeles de 2003 à 2012.
Il meurt le 27 mai 2024 des suites d'un cancer à l'âge de 71 ans,. 

## Franchises successives
- 1974-1978 : Trail Blazers de Portland.
- 1979-1985 : Clippers de San Diego (le club déménage à Los Angeles pour la saison 1984-1985).
- 1985-1987 : Celtics de Boston.

## Palmarès
Son palmarès durant la carrière universitaire est :
- Champion NCAA en 1972 et 1973 avec les Bruins de l'UCLA.
- Most Outstanding Player du Final Four en 1972 et 1973.
- Naismith College Player of the Year en 1972, 1973 et 1974.
- USBWA Men's Player of the Year Award en 1972, 1973 et 1974.

Son palmarès en NBA est :
- Champion NBA en 1977 avec les Trail Blazers de Portland et en 1986 avec les Celtics de Boston.
- Finales NBA en 1987 avec les Celtics de Boston contre les Lakers de Los Angeles.
- Champion de la Conférence Ouest en 1977 avec les Trail Blazers de Portland.
- Champion de la Conférence Est en 1986 et 1987 avec les Celtics de Boston.
- Champion de la Division Pacifique en 1978 avec les Trail Blazers de Portland.
- Champion de la Division Atlantique en 1986 et 1987 avec les Celtics de Boston.

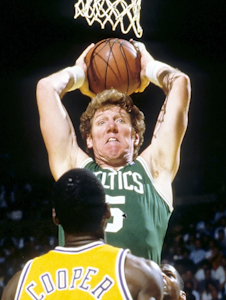
Bill Walton lors des finales 1987 à Los Angeles

Il est par ailleurs récompensé de distinctions personnelles :
- NBA Finals Most Valuable Player Award (meilleur joueur des Finales NBA) en 1977.
- NBA Most Valuable Player (meilleur joueur de la saison régulière) en 1978.
- NBA Sixth Man of the Year Award (meilleur 6e homme/meilleur remplaçant) en 1986.
- All-NBA First Team en 1978.
- All-NBA Second Team en 1977.
- NBA All-Defensive First Team en 1977 et 1978.
- 2 sélections au NBA All-Star Game en 1977 et 1978.
- Meilleur rebondeur NBA en 1977.
- Meilleur contreur NBA en 1977.
- 73e au classement des meilleurs joueurs de tous les temps par Slam en 2003.
- Sélectionné parmi les Meilleurs joueurs du cinquantenaire de la NBA en 1996.
- Élu au Naismith Memorial Hall of Fame en 1993.
- Son maillot, le no 32, a été retiré par les Trail Blazers de Portland.

## Statistiques
gras = ses meilleures performances

### Universitaires
Statistiques en université de Bill Walton
| Saison    | Équipe   | Matchs | % Tir | % LF | Rbds/m. | Pass/m. | Pts/m. |
| --------- | -------- | ------ | ----- | ---- | ------- | ------- | ------ |
| 1971-1972 | UCLA     | 30     | 64,0  | 70,4 | 15,5    | —       | 21,1   |
| 1972-1973 | UCLA     | 30     | 65,0  | 56,9 | 16,9    | —       | 20,4   |
| 1973-1974 | UCLA     | 27     | 66,5  | 58,0 | 14,7    | 5,5     | 19,3   |
| Carrière  | Carrière | 87     | 65,1  | 64,2 | 15,7    | 5,5     | 20,3   |

### Professionnelles

#### Saison régulière
Légende :
| Champion NBA | MVP de la saison | Sixième homme de la saison | Meilleur joueur de cette catégorie statistique de la saison |

gras = ses meilleures performances
Statistiques en saison régulière de Bill Walton
| Saison        | Équipe        | Matchs                                       | Titul.                                       | Min./m                                       | % Tir                                        | % 3pts                                       | % LF                                         | Rbds/m.                                      | Pass/m.                                      | Int/m.                                       | Ctr/m.                                       | Pts/m.                                       |
| ------------- | ------------- | -------------------------------------------- | -------------------------------------------- | -------------------------------------------- | -------------------------------------------- | -------------------------------------------- | -------------------------------------------- | -------------------------------------------- | -------------------------------------------- | -------------------------------------------- | -------------------------------------------- | -------------------------------------------- |
| 1974-1975     | Portland      | 35                                           | 28                                           | 32,9                                         | 51,3                                         | —                                            | 68,6                                         | 12,6                                         | 4,8                                          | 0,8                                          | 2,7                                          | 12,8                                         |
| 1975-1976     | Portland      | 51                                           | 41                                           | 33,1                                         | 47,1                                         | —                                            | 58,3                                         | 13,4                                         | 4,3                                          | 1,0                                          | 1,6                                          | 16,1                                         |
| 1976-1977     | Portland      | 65                                           | 65                                           | 34,8                                         | 52,8                                         | —                                            | 69,7                                         | 14,4                                         | 3,8                                          | 1,0                                          | 3,2                                          | 18,6                                         |
| 1977-1978     | Portland      | 58                                           | 58                                           | 33,3                                         | 52,2                                         | —                                            | 72,0                                         | 13,2                                         | 5,0                                          | 1,0                                          | 2,5                                          | 18,9                                         |
| 1978-1979     | Portland      | Ne joue pas en raison d'une blessure au pied | Ne joue pas en raison d'une blessure au pied | Ne joue pas en raison d'une blessure au pied | Ne joue pas en raison d'une blessure au pied | Ne joue pas en raison d'une blessure au pied | Ne joue pas en raison d'une blessure au pied | Ne joue pas en raison d'une blessure au pied | Ne joue pas en raison d'une blessure au pied | Ne joue pas en raison d'une blessure au pied | Ne joue pas en raison d'une blessure au pied | Ne joue pas en raison d'une blessure au pied |
| 1979-1980     | San Diego     | 14                                           | 8                                            | 24,1                                         | 50,3                                         | —                                            | 59,3                                         | 9,0                                          | 2,4                                          | 0,6                                          | 2,7                                          | 13,9                                         |
| 1980-1981     | San Diego     | Ne joue pas en raison d'une blessure au pied | Ne joue pas en raison d'une blessure au pied | Ne joue pas en raison d'une blessure au pied | Ne joue pas en raison d'une blessure au pied | Ne joue pas en raison d'une blessure au pied | Ne joue pas en raison d'une blessure au pied | Ne joue pas en raison d'une blessure au pied | Ne joue pas en raison d'une blessure au pied | Ne joue pas en raison d'une blessure au pied | Ne joue pas en raison d'une blessure au pied | Ne joue pas en raison d'une blessure au pied |
| 1981-1982     | San Diego     | Ne joue pas en raison d'une blessure au pied | Ne joue pas en raison d'une blessure au pied | Ne joue pas en raison d'une blessure au pied | Ne joue pas en raison d'une blessure au pied | Ne joue pas en raison d'une blessure au pied | Ne joue pas en raison d'une blessure au pied | Ne joue pas en raison d'une blessure au pied | Ne joue pas en raison d'une blessure au pied | Ne joue pas en raison d'une blessure au pied | Ne joue pas en raison d'une blessure au pied | Ne joue pas en raison d'une blessure au pied |
| 1982-1983     | San Diego     | 33                                           | 32                                           | 33,3                                         | 52,8                                         | —                                            | 55,6                                         | 9,8                                          | 3,6                                          | 1,0                                          | 3,6                                          | 14,1                                         |
| 1983-1984     | San Diego     | 55                                           | 46                                           | 26,8                                         | 55,6                                         | 0,0                                          | 59,7                                         | 8,7                                          | 3,3                                          | 0,8                                          | 1,6                                          | 12,1                                         |
| 1984-1985     | L.A. Clippers | 67                                           | 37                                           | 24,6                                         | 52,1                                         | 0,0                                          | 68,0                                         | 9,0                                          | 2,3                                          | 0,7                                          | 2,1                                          | 10,1                                         |
| 1985-1986     | Boston        | 80                                           | 2                                            | 19,3                                         | 56,2                                         | —                                            | 71,3                                         | 6,8                                          | 2,1                                          | 0,5                                          | 1,3                                          | 7,6                                          |
| 1986-1987     | Boston        | 10                                           | 0                                            | 11,2                                         | 38,5                                         | —                                            | 53,3                                         | 3,1                                          | 0,9                                          | 0,1                                          | 1,0                                          | 2,8                                          |
| 1987-1988     | Boston        | Ne joue pas en raison d'une blessure au pied | Ne joue pas en raison d'une blessure au pied | Ne joue pas en raison d'une blessure au pied | Ne joue pas en raison d'une blessure au pied | Ne joue pas en raison d'une blessure au pied | Ne joue pas en raison d'une blessure au pied | Ne joue pas en raison d'une blessure au pied | Ne joue pas en raison d'une blessure au pied | Ne joue pas en raison d'une blessure au pied | Ne joue pas en raison d'une blessure au pied | Ne joue pas en raison d'une blessure au pied |
| Carrière      | Carrière      | 468                                          | 317                                          | 28,3                                         | 52,1                                         | 0,0                                          | 66,0                                         | 10,5                                         | 3,4                                          | 0,8                                          | 2,2                                          | 13,3                                         |
| All-Star Game | All-Star Game | 1                                            | 1                                            | 31,0                                         | 42,9                                         | —                                            | 100,0                                        | 10,0                                         | 2,0                                          | 3,0                                          | 2,0                                          | 15,0                                         |

#### Playoffs
Légende :
| Champion NBA | MVP des finales NBA | Meilleur joueur de cette catégorie statistique de la saison |

Statistiques en playoffs de Bill Walton
| Saison   | Équipe   | Matchs | Titul. | Min./m | % Tir | % 3pts | % LF | Rbds/m. | Pass/m. | Int/m. | Ctr/m. | Pts/m. |
| -------- | -------- | ------ | ------ | ------ | ----- | ------ | ---- | ------- | ------- | ------ | ------ | ------ |
| 1977     | Portland | 19     | 19     | 39,7   | 50,7  | —      | 68,4 | 15,2    | 5,5     | 1,1    | 3,4    | 18,2   |
| 1978     | Portland | 2      | 2      | 24,5   | 61,1  | —      | 71,4 | 11,0    | 2,0     | 1,5    | 1,5    | 13,5   |
| 1986     | Boston   | 16     | 0      | 18,2   | 58,1  | 0,0    | 82,6 | 6,4     | 1,7     | 0,4    | 0,8    | 7,9    |
| 1987     | Boston   | 12     | 0      | 8,5    | 48,0  | —      | 35,7 | 2,6     | 0,8     | 0,3    | 0,3    | 2,4    |
| Carrière | Carrière | 49     | 21     | 24,4   | 52,5  | 0,0    | 67,3 | 9,1     | 3,0     | 0,7    | 1,7    | 10,8   |

## Pour approfondir
- Notices d'autorité :   - VIAF
  - ISNI
  - BnF (données)
  - LCCN
  - WorldCat
- Liste des meilleurs rebondeurs en NBA par saison.
- Liste des meilleurs contreurs en NBA par saison.